# Козина
Козина се наричат космите, покриващи кожата на всички бозайници (без хората), особено тези бозайници с повече телесно окосмяване, което е дебело и меко. По-гъстата четина на животни като свинете обикновено не се смята за козина. Може да бъде наслоена и да е съставена от долни, средни и горни косми. Бозайниците с много малко или без козина често се наричат „голи“, като например голия земекоп. Козината на животните с тънки нишковидни косми се нарича вълна, например при овцете. Необработената козина (с и без кожата) на животните се нарича руно. Обработената кожа с козина се нарича естествена кожа с косъм, но използването ѝ като облекло (т.нар. шуба) или аксесоар е противоречиво, особено козината на дивите животни.

## История
Носенето на животинска козина исторически е символично облекло в европейската история. Кралете и кралиците на Англия нареждат регулиране на козината, което установява стигмата, че козината е само за високите социални статути и предава идеята за изключителност. Екзотичните козини на лисици, белки, катерици и хермелини се пазят за аристократичния елит. Средната класа носят кожи на лисици, зайци и бобри, докато по-бедните носят кожи на кози, вълци и овце. Тъй като облеклото е свободно, а накитите са на слоеве, козината се използва основно за видима подплата. През сезоните се носят различни видове козина. Животните с козина намаляват в Западна Европа и започват да се внасят от Близкия Изток и Русия.
Докато нови видове козина навлизат в Европа, други приложения на козината си намират път. Бобърът е желан, защото козината му е подходяща за направата на шапки, които са особено популярни по време на война. Шведските войници носят шапки с широка периферия, които се правят единствено от филц от бобър. Поради недостиг на боброва козина в Скандинавия, шапкарите разчитат основно на внос от Северна Америка.
Освен при военните, козината се използва за цивилни аксесоари като шапки, качулки, шалове и ръкавици. Дизайнерски елементи по аксесоарите, сред които други остатъци от животното, се считат за приемливи: глави, опашки и лапи. Началото на 20 век маркира и началото на модата в Западна Европа да се носят цели палта от козина. С промените в начина на живот в резултат от новите технологии като вътрешното отопление, международната текстилна търговия влияе на това как козината се разпределя по света. Европейците се фокусират върху използването на местните ресурси, като създават връзка между носенето на козина и женствеността с нарастващата употреба на козината от норки. Към 1970 г. Германия е най-големият пазар на козина в света. Международната федерация за търговия с кожи и козина забранява продуктите от застрашени видове като оцелот, леопард, тигър и полярна мечка през 1975 г. Използването на животинските кожи и козина стават дневен ред на организациите за права на животните през 1980-те години и търсенето им намалява. Организациите повишават информираността за противоречието между животинския живот и модата. Фермите за животинска козина се забраняват във Великобритания през 1999 г. През 21 век отглеждането в плен на лисици и норки се практикува в Дания, Нидерландия и Финландия.

## Състав
Съвременно разпределение на козината е възниквало още при древните бозайници Docodonta, Haramiyida и Eutriconodonta, като има запазени образци на видовете Castorocauda, Megaconus и Spinolestes с фоликули на козина и на мъх под козината.
Козината може да е съставена от стри слоя, всеки с различен вид косми.
Най-долният слой обикновено е мъх от вълнисти и къдрави косми без прави или остри части. Те са най-късите и най-многобройните косми. Тяхната основна функция е терморегулация чрез създаване на изолиращ слой сух въздух близо до кожата.
Средният слой служи като преходен между долния и горния. Космите в него са тънки и вълнисти, като долната им част служи за терморегулация, а горната им част предпазва от вода. Тънката основа на косъма в този слой не позволява такова настръхване като по-твърдите косми от горния слой.
Най-горният слой е съставен от най-дългите косми, които са едри и прави. Най-външната част на косъма тук е видимата част от покритието на бозайника. Този слой има най-много пигментация и блясък и може да служи като покритие за камуфлаж. Космите в слоя предпазват от вода и спират слънчевата светлина, предпазвайки кожата от мокра среда и от ултравиолетовата радиация на Слънцето. Те могат да предпазват кожата и от порязвания или охлузвания. Козината на много бозайници, сред които кучетата и котките, настръхва като рефлекс срещу заплаха.

## Бозайници без козина
Космите са една от определящите характеристики на бозайниците. Все пак, няколко видове и породи имат значително намалено количество косми. Такива често се наричат „голи“.
Някои водни или полуводни бозайници като китоподобните, перконогите и хипопотамите са еволюирали без косми, най-вероятно с цел намаляване на съпротивлението във водата. Голият земекоп е еволюирал така, вероятно като адаптация към подземния му начин на живот. Два от най-големите бозайници, слонът и носорогът, са без косми. Прилепът Cheiromeles torquatus няма косми, но има малки четинести косми около врата си и на пръстите на краката. Повечето бозайници без косми не могат да стоят на Слънце за твърде дълго или да са изложени на студ прекалено дълго.
Хората са единствените приматни видове, които са изгубили значителна част от космите си. Тази загуба на космите у хората вероятно се дължи на загуба на функционалност в псевдогена KRTHAP1 (който спомага произвеждането на кератин) преди около 240 000 години. Мутации в гена HR могат да доведат до пълна загуба на космите, макар това да не се среща често сред хората.
Възможно е изкуствено създаване на животни или породи без косми чрез кръстосване с друго животно, което естествено е претъпяло генетична мутация, отнела окосмяването. Така, след няколко поколения се създават породи без косми. Така е създадена котката сфинкс, както и някои породи кучета и мишки без косми.